# Circonscription d'El Jadida
La circonscription d'El Jadida est la circonscription législative marocaine de la province d'El Jadida située en région Casablanca-Settat. Elle est représentée dans la Xe législature par Abouzaid El Mokrie El Idrissi, Abdelhak Mohaddib, Abdelhakim Soudja, Essati Mohammed, Mohamed Ezzahraoui et Mbarek Tarmounia.

## Historique des députations
| Législature | Début de mandat  | Fin de mandat    | Députés élus | Députés élus          | Députés élus | Députés élus             | Députés élus | Députés élus                        | Députés élus | Députés élus            | Députés élus | Députés élus               | Députés élus | Députés élus              |
| ----------- | ---------------- | ---------------- | ------------ | --------------------- | ------------ | ------------------------ | ------------ | ----------------------------------- | ------------ | ----------------------- | ------------ | -------------------------- | ------------ | ------------------------- |
| IXe         | 26 novembre 2011 | 7 octobre 2016   |              | Mbarek Tarmounia (PI) |              | Abdelali Ben Rabia (PPS) |              | Abouzaid El Mokrie El Idrissi (PJD) |              | Abdelhakim Soudja (PAM) |              | Elmostafa El Mkhanter (MP) |              | Mohamed Ezzahraoui (USFP) |
| Xe          | 8 octobre 2016   | 8 septembre 2021 |              | Mbarek Tarmounia (PI) |              | Abdelhak Mohaddib (UC)   |              | Abouzaid El Mokrie El Idrissi (PJD) |              | Abdelhakim Soudja (PAM) |              | Essati Mohammed (MP)       |              | Mohamed Ezzahraoui (USFP) |
| XIe         | 9 septembre 2021 | ?                |              | Mbarek Tarmounia (PI) |              | Yousef Bizid (PPS)       |              | Benasser Rafik (RNI)                |              | Mohamed Mohadab (PAM)   |              | Mohamed Lamkhantar (MP)    |              | Moulay Mehdi Fatmi (USFP) |

## Historique des élections

### Découpage électoral d'octobre 2011

#### Élections de 2016
| Parti       | Parti                                                       | Voix    | %      | Député(s) élus                |  |
| ----------- | ----------------------------------------------------------- | ------- | ------ | ----------------------------- |  |
|             | Parti de l'Istiqlal (PI)                                    | 25 163  | 22,38  | Mbarek Tarmounia              |  |
|             | Parti de la justice et du développement (PJD)               | 24 687  | 21,96  | Abouzaid El Mokrie El Idrissi |  |
|             | Parti authenticité et modernité (PAM)                       | 19 183  | 17,06  | Abdelhakim Soudja             |  |
|             | Union constitutionnelle (UC)                                | 12 280  | 10,92  | Abdelhak Mohaddib             |  |
|             | Union socialiste des forces populaires (USFP)               | 10 418  | 9,27   | Mohamed Ezzahraoui            |  |
|             | Mouvement populaire (MP)                                    | 9 851   | 8,76   | Essati Mohammed               |  |
|             | Fédération de la gauche démocratique (FGD)                  | 4 089   | 3,64   |                               |  |
|             | Rassemblement national des indépendants (RNI)               | 2 537   | 2,26   |                               |  |
|             | Parti du progrès et du socialisme (PPS)                     | 1 484   | 1,32   |                               |  |
|             | Front des forces démocratiques (FFD)                        | 1 261   | 1,12   |                               |  |
|             | Parti Al Ahd Addimocrati (AHD)                              | 461     | 0,41   |                               |  |
|             | Parti des Néo-Démocrates (PND)                              | 428     | 0,38   |                               |  |
|             | Parti de la réforme et du développement (PRD)               | 393     | 0,35   |                               |  |
|             | Parti de l'environnement et du développement durable (PEDD) | 189     | 0,17   |                               |  |
|             |                                                             |         |        |                               |  |
| Inscrits    | Inscrits                                                    | 285 123 | 100,00 |                               |  |
| Abstentions | Abstentions                                                 | 172 699 | 60,57  |                               |  |
| Exprimés    | Exprimés                                                    | 112 424 | 39,43  |                               |  |

#### Élections de 2021
| Parti       | Parti                                                       | Voix    | %      | Député(s) élus     |  |
| ----------- | ----------------------------------------------------------- | ------- | ------ | ------------------ |  |
|             | Rassemblement national des indépendants (RNI)               | 52 953  | 26,25  | Benasser Rafik     |  |
|             | Parti de l'Istiqlal (PI)                                    | 35 868  | 17,78  | Mbarek Tarmounia   |  |
|             | Parti authenticité et modernité (PAM)                       | 27 290  | 13,53  | Mohamed Mohadab    |  |
|             | Union socialiste des forces populaires (USFP)               | 22 367  | 11,09  | Moulay Mehdi Fatmi |  |
|             | Parti du progrès et du socialisme (PPS)                     | 20 719  | 10,27  | Yousef Bizid       |  |
|             | Mouvement populaire (MP)                                    | 17 748  | 8,80   | Mohamed Lamkhantar |  |
|             | Union constitutionnelle (UC)                                | 4 595   | 2,28   |                    |  |
|             | Parti de la justice et du développement (PJD)               | 4 477   | 2,22   |                    |  |
|             | Alliance de la fédération de gauche (AGD)                   | 3 544   | 1,76   |                    |  |
|             | Union marocaine pour la démocratie (UMD)                    | 2 162   | 1,07   |                    |  |
|             | Front des forces démocratiques (FFD)                        | 2 074   | 1,03   |                    |  |
|             | Parti des Néo-Démocrates (PND)                              | 1 314   | 0,65   |                    |  |
|             | Parti démocratique de l'indépendance (PDI)                  | 1 099   | 0,54   |                    |  |
|             | Parti socialiste unifié (PSU)                               | 895     | 0,44   |                    |  |
|             | Parti de l'environnement et du développement durable (PEDD) | 813     | 0,40   |                    |  |
|             | Mouvement démocratique et social (MDS)                      | 752     | 0,37   |                    |  |
|             | Parti de la liberté et de la justice sociale (PLJS)         | 685     | 0,34   |                    |  |
|             | Parti de l'équité (PE)                                      | 650     | 0,32   |                    |  |
|             | Parti du centre social (PCS)                                | 582     | 0,29   |                    |  |
|             | Parti marocain libéral (PML)                                | 562     | 0,28   |                    |  |
|             | Parti de la réforme et du développement (PRD)               | 408     | 0,20   |                    |  |
|             | Parti de la renaissance (PAN)                               | 151     | 0,07   |                    |  |
|             |                                                             |         |        |                    |  |
| Inscrits    | Inscrits                                                    | 350 509 | 100,00 |                    |  |
| Abstentions | Abstentions                                                 | 148 801 | 41,62  |                    |  |
| Exprimés    | Exprimés                                                    | 201 708 | 58,38  |                    |  |